# Orville (Loiret)
Orville település Franciaországban, Loiret megyében. Lakosainak száma 129 fő (2022. január 1.). Orville Augerville-la-Rivière, Briarres-sur-Essonne, Desmonts, Dimancheville, Puiseaux, Boulancourt és Fromont községekkel határos.

## Népesség
A település népességének változása:
| Lakosok száma | 103  | 109  | 103  | 122  | 114  | 117  | 119  | 124  | 125  | 129  |
|               | 1968 | 1982 | 1990 | 2006 | 2013 | 2015 | 2017 | 2019 | 2020 | 2022 |